# Amphisbaena slateri
Amphisbaena slateri är en ödleart som beskrevs av  George Albert Boulenger 1907. Amphisbaena slateri ingår i släktet Amphisbaena och familjen Amphisbaenidae. Inga underarter finns listade i Catalogue of Life.